# Annunciazione (Anton Maria Maragliano)
L'Annunciazione, o l'Annunziata, è una cassa processionale risalente al 1722 opera dello scultore Anton Maria Maragliano e conservata nell'Oratorio del Cristo Risorto.

## Storia
Venne realizzata a partire da un disegno di D. Piola così come l'analogo gruppo del Maragliano dell'Oratorio del Cristo Risorto a Savona e ritenuta di qualche anno successiva a questo in quanto ne riprende lo schema riproponendolo nello stile rococò del III e IV decennio del XVIII secolo.
Venne ristrutturata tra il 1993 e il 1994.

## Descrizione
Vi è rappresentato il momento in cui l'Arcangelo Gabriele annuncia a Maria la futura nascita di Gesù, mentre la Madonna in ginocchio si accinge a recitare il Magnificat. Considerata una delle opere più riuscite dell'artista, colpisce per la teatralità ed espressività della scena, per la ricchezza delle dorature e dei panneggi che sposano il più schietto stile rococò.
Conserva ancora ai bordi della piattaforma una balaustra a riccioli in stile rococò.
È la seconda delle quindici "casse" che vengono portate a spalla da 12 portatori durante la processione del Venerdì Santo che si svolge a Savona negli anni pari.